# Paper Monsters
Paper Monsters (в переводе с англ. — «Бумажные монстры») — дебютный сольный альбом Дейва Гаана, вокалиста британской группы Depeche Mode. Вышел 2 июня 2003 года в Европе, североамериканский дебют состоялся днём позже.

## Об альбоме
Продюсером альбома выступил Кен Томас, наиболее известный по работе с исландской группой Sigur Rós. После выхода альбома отзывы критиков о нём были, как обычно, разнообразны: в то время, когда одни хвалили альбом за хорошее внутреннее содержание, другие считали, что ему не хватает «глубины».
В Великобритании альбом имел достаточно скромный успех, дебютировав в UK Albums Chart лишь на 36-м месте. Он достиг большего успеха в чартах Германии, Италии, Швеции, Швейцарии и Валлонии, где вошёл в первую десятку. Всего в мире, по данным лейбла Mute, было продано более 350 тысяч экземпляров альбома, 100 из которых — в Германии. В чартах Северной Америки альбом не снискал высоких позиций, однако, к радости поклонников, это не отразилось на графике тура в поддержку альбома: в июле — августе 2003 года Дейвом были даны двадцать концертов в США и три — в Канаде.
Запись концерта, прошедшего в Париже 5 июля, составила основу концертного видеоальбома Live Monsters, вышедшего на DVD в Великобритании и США 1 и 2 марта 2004 года соответственно.
Четыре песни из этого альбома были выпущены на трёх синглах: «Dirty Sticky Floors», «I Need You» и двойной сингл «Bottle Living» / «Hold On». В Великобритании все три сингла попадали в Top 40.
Идея выпуска сольного альбома возникла у Гаана сразу после выхода альбома Depeche Mode Exciter, но к её осуществлению он подходил не торопясь. Идея начала получать воплощение, когда Дейв стал писать музыку вместе со своим другом музыкантом Ноксом Чендлером, что придало ему уверенность в себе ввиду возможности совместной проработки материала.

## Список композиций
Слова и музыка всех песен — написаны Дейвом Гааном и Ноксом Чендлером.
| №   | Название               | Длительность |
| --- | ---------------------- | ------------ |
| 1.  | «Dirty Sticky Floors»  | 3:11         |
| 2.  | «Hold On»              | 4:17         |
| 3.  | «A Little Piece»       | 5:10         |
| 4.  | «Bottle Living»        | 3:31         |
| 5.  | «Black And Blue Again» | 5:41         |
| 6.  | «Stay»                 | 4:17         |
| 7.  | «I Need You»           | 4:45         |
| 8.  | «Bitter Apple»         | 5:59         |
| 9.  | «Hidden Houses»        | 5:01         |
| 10. | «Goodbye»              | 5:52         |

В Великобритании и США, помимо стандартной, была выпущена ограниченная версия альбома, в состав которой входит бонусный DVD-диск.

### Содержание бонусного DVD
1. Короткометражный фильм — 9:10
2. Видеоклип «Dirty Sticky Floors» — 3:23
3. Документальный фильм о съёмках видеоклипа «Dirty Sticky Floors» — 5:00
4. Запись акустического исполнения песни «Hold On» в Нью-Йорке — 5:00
5. Запись акустического исполнения песни «A Little Piece» в Нью-Йорке — 5:00
6. Документальный фильм о записи акустических выступлений в Нью-Йорке — 5:00
7. Фотогалерея

## Варианты издания
| Формат                     | Страна (регион)  | Лейбл   | Каталожный № | Дата выхода |
| -------------------------- | ---------------- | ------- | ------------ | ----------- |
| Стандартный альбом         | Великобритания   | Mute    | CDSTUMM 216  | 2 июня 2003 |
| Стандартный альбом         | Северная Америка | Reprise | 48471-2      | 3 июня 2003 |
| Специальное CD/DVD-издание | Великобритания   | Mute    | LCDSTUMM 216 | 2 июня 2003 |
| Специальное CD/DVD-издание | Северная Америка | Reprise | 48492-2      | 3 июня 2003 |

| Чарт (2003)                     | Позиция |
| ------------------------------- | ------- |
| Австрия                         | 43      |
| Бельгия (Фландрия)              | 31      |
| Бельгия (Валлония)              | 9       |
| Великобритания                  | 36      |
| Германия                        | 5       |
| Дания                           | 11      |
| Италия                          | 10      |
| Польша                          | 23      |
| США (Billboard Top Heatseekers) | 4       |
| Финляндия                       | 26      |
| Франция                         | 21      |
| Швейцария                       | 10      |
| Швеция                          | 5       |

| Страна | Провайдер | Сертификация |
| ------ | --------- | ------------ |
| Россия | NFPF      | Золотой      |